# Монарда двійчаста
Монарда двійчаста (лат. Monarda didyma) — трав'янистий багаторічник роду монарда родини глухокропивові. Культивовані сорти: Сансет (Sunset), з пурпуровими квітами та Роуз Квін (Rose Queen), з рожевими квітами та інші.

## Поширення
Поширена на сході Північної Америки, натуралізувана на північному заході США, а також у деяких регіонах Європи та Азії.

## Ботанічний опис
Стебла численні, прямі до 70-100 см (на Південному березі Криму — до 120 см) заввишки.
Кореневище довге, горизонтальне.
Листки світло-зелені, з червонуватими жилками, супротивні, довжиною 6-15 см, шириною 3-8 см, овальні, крупно-зубчасті, на кінці загострені, знизу негусто опушені, зверху голі або майже голі
Квіти трубчасті, дрібні, малинові та бузкові, у головчастих суцвіттях. Цвіте у липні-серпні, на півдні — у червні — липні.
Плід у монарди двійчастої сухий, розтріскується на 4 горішки.

## Культивування та застосування
Широко культивується як декоративна рослина як усередині, так і поза основним ареалом. Використовується в одиночних посадках або у складі міксбордерів. Віддає перевагу сонячним місцям, але виносить і легку тінь, і вологі, але добре дреновані ґрунти. Не росте на важких, сирих, кислих ґрунтах.
Трава монарди має запах бергамоту та використовується як сурогат чаю, що відображено у англійській назві цієї рослини — oswego tea. Напій з листя монарди використовували індіанці Освего.
Монарда також використовувалася індіанцями як лікарський засіб. Індіанці з племені чорноногих використовували її як антисептик при невеликих ранах. Чай використовували при захворюваннях горла та порожнини рота. Монарда містить тимол — діючу речовину у сучасних ополіскувачах для рота. Індіанці Віннебаґо використовували її як загальнозміцнюючий засіб. Відоме також використання монарди як вітрогінного засобу.
В Україні пелюстки квітки монарди додають при виготовленні домашніх страв та напоїв, як гарячих так і холодних.
А в просто народі зветься «червона рута», бергамот, «кінська м'ята», «бджолиний бальзам».